# Ka-20
Ka-20 (ros. Ка-20, w oznaczeniu NATO Harp, pol. Harfa) – prototyp radzieckiego śmigłowca do zwalczania okrętów podwodnych, protoplasta śmigłowca Ka-25.

## Historia
Radziecka marynarka pod koniec lat 50. XX w. potrzebowała śmigłowca nowej generacji, który można byłoby zastosować do zwalczania okrętów podwodnych i nawodnych z napędem atomowym. Ponadto maszyna miała służyć do rozpoznania i wskazywania celów, rozminowania, ratownictwa i innych zadań. Znajdujący się na wyposażeniu floty śmigłowiec Ka-15 nie potrafił sprostać tak szerokiemu zakresowi wymagań. 
Biuro konstrukcyjne Kamowa jako punkt wyjścia przyjęło sprawdzoną koncepcję opracowaną w Ka-15. Zamiarem zespołu konstrukcyjnego, nad którym pieczę sprawował sam Nikołaj Iljicz Kamow, było opracowanie maszyny badającej możliwość montażu silników turbinowych nad kabiną załogi. Oblotu nowej konstrukcji dokonano 20 lipca 1961 r., 9 sierpnia maszyna została zaprezentowana na paradzie lotniczej w Tuszyno. Na potrzeby pokazu zamontowano na niej makiety rakiet. Doświadczenia z prób wykazały, że śmigłowiec może uzyskać prędkość maksymalną ok. 220 km/h a jego zasięg wynosi ok. 650 km. Wnioski z tego projektu zaowocowały opracowaniem poprawionej wersji śmigłowca, która weszła do produkcji jako Ka-25.